# Хелликиус, Фритьоф
Фритьоф Хелликиус (швед. Fritiof Hellichius; род. 3 августа 2003, Треллеборг, Сконе) — шведский футболист, нападающий «Норрчёпинга».

## Клубная карьера
Футболом начинал заниматься в «Сёвестаде», откуда затем перешёл в «Треллеборг» из своего родного города, где выступал за юношеские команды клуба. В октябре 2020 года несколько раз попадал в заявку основной команды на матч Суперэттана, но на поле не появлялся. В январе 2021 года перебрался в академию «Норрчёпинга».
Весной 2022 года начал выступать за фарм-клуб «Сюльвию» в первом шведском дивизионе. Впервые в футболке клуба появился на поле в игре первого тура со «Стокгольмом Интернасионале». В середине сентября из-за вспышки COVID-19 в основном составе «Норрчёпинга», из-за которых шесть человек выбыли на некоторое время, Хелликиус был вызван главным тренером команды на матч чемпионата страны против «Кальмара». В этом матче, состоявшемся 17 сентября, дебютировал в Алльсвенскане, выйдя в стартовом составе. На 59-й минуте был заменён на Андри Гудьонсена.

## Клубная статистика
| Выступление      | Выступление      | Выступление      | Лига | Лига | Кубки | Кубки | Конт. кубки | Конт. кубки | Итого | Итого |
| Клуб             | Лига             | Сезон            | Игры | Голы | Игры  | Голы  | Игры        | Голы        | Игры  | Голы  |
| ---------------- | ---------------- | ---------------- | ---- | ---- | ----- | ----- | ----------- | ----------- | ----- | ----- |
| Норрчёпинг       | Алльсвенскан     | 2022             | 2    | 0    | 0     | 0     | 0           | 0           | 2     | 0     |
| Норрчёпинг       | Итого            | Итого            | 2    | 0    | 0     | 0     | 0           | 0           | 2     | 0     |
| → Сюльвия        | Дивизион 1       | 2022             | 22   | 0    | 0     | 0     | 0           | 0           | 22    | 0     |
| → Сюльвия        | Итого            | Итого            | 22   | 0    | 0     | 0     | 0           | 0           | 22    | 0     |
| Всего за карьеру | Всего за карьеру | Всего за карьеру | 24   | 0    | 0     | 0     | 0           | 0           | 24    | 0     |